# Eulersystem
Inom matematiken är ett Eulersystem en samling kompatibla element av Galoiskohomologigrupper indexerade av kroppar. De introducerades av Kolyvagin (1990) i hans arbete om Heegnerpunkter av modulära elliptiska kurvor, motiverade av hans tidigare arbete Kolyvagin (1988) och arbetet av Thaine (1988). Eulersystem är uppkallade efter Leonhard Euler eftersom faktorerna som relaterar olika element av ett Eulersystem liknar faktorer av en Eulerprodukt.
Eulersystem kan användas till att konstruera annihilatorer av idealklassgrupper eller Selmergrupper, vilket ger gränser för deras ordning, vilket igen har lett till djupa satser såsom ändligheten av vissa Tate–Sjafarevitjgrupper. Detta ledde till Karl Rubins nya bevis av huvudförmodan inom Iwasawateori, som betraktas enklare än det ursprungliga beviset av Barry Mazur och Andrew Wiles.

## Definition
Även om det finns definitioner av Eulersystem av speciella slag, verkar det inte finnas någon publicerad definition som skulle täcka alla definitioner. Men det är möjligt att säga ungefärligt vad ett Eulersystem är: 
- Ett Eulersystem ges av en samling element cF. Dessa element är ofta indexerade av vissa talkroppar F som innehåller någon fixerad talkropp K, eller av något nära relaterat såsom kvadratfria tal. Elementen cF är typiskt element av någon Galoiskohomologigrupp som H1(F, T) där T är en p-adisk representation av den absoluta Galoisgruppen av K.
- Det viktigaste kravet är att elementen cF och cG för två olika kroppar F ⊆ G är relaterade av en enkel formel, såsom

{\displaystyle {\rm {cor}}_{G/F}(c_{G})=\prod _{q\in \Sigma (G/F)}P(\mathrm {Fr} _{q}^{-1}|{\rm {Hom}}_{O}(T,O(1));\mathrm {Fr} _{q}^{-1})c_{F}.}
Här är "Eulerfaktorn" P(τ|B;x) definierad som elementet av det(1-τx|B) betraktad som ett element av O[x], som då x har verkan på B är inte samma som det(1-τx|B) betraktad som ett element av O.
- Det kan vara andra krav som elementen cF måste satisfiera, såsom kongruenskrav.